# Biloxi Blues
Biloxi Blues és una pel·lícula estatunidenca dirigida per Mike Nichols i estrenada el 1988. Es tracta d'una adaptació cinematogràfica de l'obra teatral homònima de Neil Simon.
La pel·lícula es va estrenar a 1.239 pantalles als Estats Units i va obtenir 7.093.325 dòlars el cap de setmana d'estrena, ocupant el lloc número 1 a taquilla. Finalment, va ingressar 43.184.798 dòlars als Estats Units i 8.500.000 dòlars als mercats exteriors per a una taquilla total mundial de 51.684.798 dòlars.
La trama se centra en Eugene Jerome, un jove que acaba d'entrar en l'exèrcit. Ens explica la seva història durant les 10 setmanes de formació militar.

## Argument
La història se centra en Eugene Morris Jerome, un jueu de Brooklyn de 20 anys, que és cridat a files per l'exèrcit dels Estats Units durant l'últim any de la Segona Guerra Mundial. És enviat a Biloxi, Mississipi, per a entrenament bàsic. Allà aprèn a bregar amb companys soldats de totes les classes socials, s'enamora i perd la seva virginitat en circumstàncies poc ideals, mentre ha de ensortir-se'n amb un excèntric instructor de l'exèrcit.

## Repartiment
- Matthew Broderick: Eugene Morris Jerome
- Christopher Walken: Sergent Merwin J. Toomey
- Matt Mulhern: Joseph Wykowski
- Corey Parker: Arnold B. Epstein
- Casey Siemaszko: Don Carney
- Markus Flanagan: Roy Selridge
- Michael Dolan: James J. Hennessey
- Penelope Ann Miller: Daisy
- Park Overall: Rowena
- David Schwimmer: un soldat al tren

## Crítica
Biloxi Blues va rebre crítiques generalment positives. Va obtenir un 81% de valoració positiva a Rotten Tomatoes, percentatge basat en 26 opinions.